# Abbaye Saint-Georges de Rennes
Pour les articles homonymes, voir Abbaye Saint-Georges.
L’abbaye Saint-Georges est une ancienne abbaye de femmes bénédictine, fondée à Rennes par le duc Alain III de Bretagne entre 1024 et 1034 afin d'y accueillir sa sœur Adèle ,  et les moniales bénédictines. C'est la première abbaye de femmes en Bretagne

## Historique

### XIesiècle-XIIesiècle
En 1032 selon la date traditionnelle, Alain III établit sa sœur, Adèle ou Adella († 1067), qui était déjà religieuse, comme abbesse, et lui donne « porcion de sa comté de Rennes laquelle il luy octoya, et à la requeste d'elle la fist consacrer et dédier en abbaye perpétuelle en l'honneur de Saint-Georges martyr ». La duchesse Havoise, le comte Eudes et les principaux barons de Bretagne, dont Alain Canhiart, le baron de Vitré : Riwallon, le sire Guethenoc de Porhoët et celui de Mainguené de La Guerche, ainsi que l'archevêque de Dol : Junguenée, et des huit autres évêques bretons à savoir: Orscand, évêque de Cornouaille, Omnes, évêque de Léon, Gauthier II, de Nantes, Garin, de Rennes, Adam de Saint-Brieuc, Hamon, évêque d'Aleth , Guillaume Ier de Tréguier, et Judicaël de Vannes, qui ratifient la donation ducale ,
L’abbaye est brûlée avec une partie de la ville par Henri II d'Angleterre à la fin du XIIe siècle. Elle se trouve en dehors de la cité jusqu'à l’extension des murailles en 1448.

### XVIIesiècle-XVIII
Cette ancienne abbaye fut reconstruite en 1670 et présentant un bâtiment flanqué d'un pavillon à chaque extrémité. L'ordonnance se compose de dix-neuf travées identiques présentant, au rez-de-chaussée, une arcade formant portique ; aux deux étages, d'une fenêtre à arc surbaissé ; dans la toiture d'une lucarne alternativement à fronton triangulaire ou circulaire. dit aujourd'hui palais Saint-Georges.

### XIXesiècle-XXIesiècle
L'abbatiale est détruite vers 1820. La piscine Saint-Georges et le palais Saint-Georges occupent aujourd'hui son emplacement au 2 rue Gambetta à Rennes.

## Architecture
Son église, qui avait pour vocable originel Saint-Pierre, était entourée de son cimetière, lequel comprenait en outre une chapelle dédiée à sainte Madeleine,

## Abbesses
- Liste des abbesses de Saint-Georges de Rennes

## Terrier, cartulaire, revenus
Dans le cartulaire de l'abbaye Saint-Georges de Rennes vers 1100, on trouve le descriptif d'un certain nombre de possession de cette abbaye .

### Paroisses, prieurés, dîmes

#### Paroisses
- Paroisse de Champeaux. Les moniales bénédictines en recevaient alors les deux tiers des dîmes.

#### Prieurés
Comté de Rennes
- Prieuré Saint-Georges de Grehaigne
- Prieuré Saint-Séglin, fondé par la vicomtesse Roianteline
- Prieuré de la Chapelle Jeanson, fondé par la vicomtesse Roianteline

Comté de Penthièvre
- Prieuré de Tinténiac

Comté de Vannes
- Prieuré de l'île d'Arz

Comté de Trégor
- Prieuré Saint-Georges de Pleubian. Prieuré-cure reçut à la fondation de l'abbaye[Note 2] La juridiction du prieuré de Saint-Georges de Pleubian exerce les droits de haute, moyenne et basse justice[9].
- Prieuré Saint-Georges de Plougasnou. En 1039, la duchesse Berthe de Blois, épouse du duc Alain III de Bretagne, donna la prévôté de Saint-Georges en Plougasnou à l'abbaye Saint-Georges de Rennes. Le prieuré Saint-Georges de Plougasnou disposait au XVIIe siècle disposait d'un fief et d'une juridiction ayant droit de basse, moyenne et haute justice sur les paroisses de Plougasnou et Saint-Jean-du-Doigt, attestés par un aveu rendu au Roi en 1665 par Magdeleine de La Fayette, abbesse de l'abbaye Saint-Georges de Rennes. Anne de Bréhant, religieuse à l'abbaye Saint-Georges de Rennes, fut prieure du prieuré Saint-Georges à Plougasnou jusqu'à sa mort survenue en 1718[10]. Entre 1743 et 1787, la juridiction dépendant du prieuré de Saint-Georges à Plougasnou siégeait à Lanmeur[11]. Les registres d'audiences de la juridiction de Plougasnou entre 1761 et 1783, ainsi que les procédures de cette juridiction entre 1763 et 1785 ont été conservés[12].